# Рекива
Рекива́ (лит. Rėkyvà) — озеро ледникового происхождения в центре Шяуляйского уезда Литвы. Акватория озера располагается в южной части Шяуляйского городского самоуправления, с юга, запада и северо-запада к ней прилегает территория  Шяуляйского района. На восточном берегу озера находятся населённые пункты Бачюнай и Рекива, ныне являющиеся частями города Шяуляй.

## Название
Согласно словарю топонимов Института литовского языка, основное название озера — лит. Rėkyvà (Рекива́), другими распространёнными вариантами являются: лит. Rėkỹvos ẽžeras (Реки́вос) и лит. Rėkijãvas (Рекия́вас). Устаревшие названия: Ракиево, Рекіевъ, Карпіевское.

## Описание
Одно из крупнейших озёр Литвы, площадью — 1179,2 га. Располагается в болотистой лесистой местности на высоте 130 м над уровнем моря. Озеро имеет округлую форму длиной 4,7 км и максимальной шириной 4,1 км. Берега низкие и заболоченные, восточное побережье более приподнято и заболочено лишь в некоторых местах; береговая линия плавная, длиной 14,1 км. Наибольшая глубина озера составляет 4,8 м, средняя — 2 м. Мощность донных отложений достигает 3—4 метров. Площадь водосборного бассейна — 19,4 км². Раньше озеро было бессточным, но в течение XX века было соединено каналами с бассейнами рек Лиелупе, Вента и Неман.

## Охрана
Озеро и окружающее его болото Рекивос входят в список охраняемых природных зон стран Европейского союза Natura 2000.
На юго-западе и западе к озеру прилегает территория ботанико-зоологического заказника Рекивос (лит. Rėkyvos botaninis zoologinis draustinis).